# Manuel Lozano
Manuel Lozano Obispo  (Santiago de Compostela, 30 de marzo de 1990) es un arquitecto y actor español de cine y televisión.

## Biografía
Este joven actor, con sólo nueve años fue elegido para protagonizar la película La lengua de las mariposas, de José Luis Cuerda (adaptación al cine de un relato de Manuel Rivas). José Luis Cuerda realizó un casting por una decena de colegios de Galicia, y de entre miles de entrevistados, se decantó por elegirlo a él como el protagonista de su film.
Desde entonces ha participado en varios largometrajes, varios de ellos bajo la dirección de José Luis Garci, y colaborado en distintas series de televisión
Estudió arquitectura en la ETSAC. Actualmente compagina sus trabajos como arquitecto y actor.

## Cine

### Largometrajes
- Somos gente honrada (2013), de Alejandro Marzoa. Producida por VacaFilms y El Terrat
- Sinbad (2011), de Antón Dobao
- Mia Sarah (2006), de Gustavo Ron - Como Samuel
- Tiovivo c. 1950 (2004), de José Luis Garci - Como Quique. Producida por Nickel Odeon y Enrique Cerezo P.C.
- Eres mi héroe (2003), de Antonio Cuadri - Como Ramón
- Nos miran (2002), de Norberto López Amado - Como Álex García. Producida por Bocaboca Producciones y Hera International Film
- Historia de un beso (2002), de José Luis Garci - Como Julipín. Producida por Nickel Odeon y Enrique Cerezo P.C.
- Más pena que gloria (2001), de Víctor García León - Como Lucas
- Lázaro de Tormes (2001), de Fernando Fernán Gómez y José Luis García Sánchez - Como Lazarillo. Producida por LolaFilms
- You're the one (2000), de José Luis Garci - Como Juanito. Producida por Nickel Odeon y Enrique Cerezo P.C.
- La lengua de las mariposas (1999), de José Luis Cuerda - Como Moncho

### Cortometrajes
- Summertime (2013), de Diego Pazó
- El camino de la vida (2009), de Breogán Riveiro producido por Formato Producciones
- Caracolas (2008), de Miguel Caruncho

## Televisión
- Hotel Almirante (2014). TVG, FORTA
- Códice (2014). TVG
- Lo que ha llovido (2012).  Canal Sur Televisión, FORTA
- La Atlántida (2007). Producida por Televisó de Catalunya TV3 y TVG para FORTA
- Hospital Central (2005). Telecinco
- Avenida América (2002). TVG
- Paraíso (2002). La 1 de TVE - Como Héctor Aníbal
- Nada es para siempre (1999-2000). Antena 3 - Como Dani

## Premios y nominaciones

### 2003
- Premio del Jurado al 'Mejor Actor' en el Fort Lauderdale International Film Festival por Eres mi héroe.

### 2001
- Nominado a los Young Artist Awards (Los Ángeles) como 'Mejor Actor en un Film Extranjero' por La lengua de las mariposas.

### 2000
- Nominado al Premio Goya al 'Mejor Actor Revelación' por La lengua de las mariposas.
- Premio al 'Mejor Actor' en el Festival de Estepona por La lengua de las mariposas.
- Premio al 'Mejor Actor' en el Festival de Cartagena por La lengua de las mariposas.